# برنامج ميجاطن إلى ميجاوات

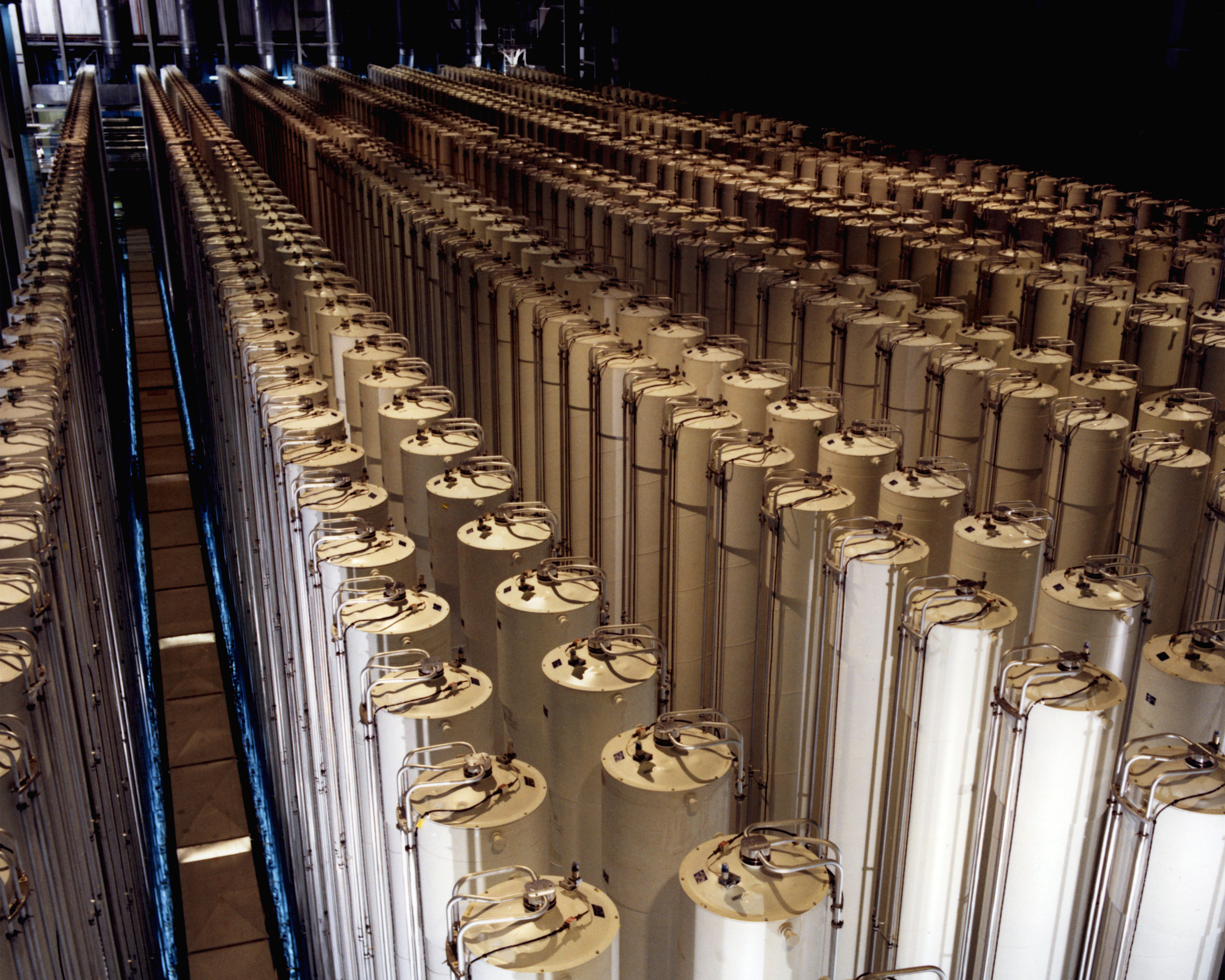
أجهزة الطرد المركزي في أحد المعامل بالولايات المتحدة الأمريكية.

نسبة اليورانيوم -238 (أزرق) واليورانيوم-235 (أحمر) الموجودة في اليورانيوم الطبيعي وفي بعض أنواع اليورانيوم المخصب.

برنامج ميجاطن إلى ميجاوات هو برنامج تم الانتهاء منه بنجاح في ديسمبر 2013 والاسم الشائع الذي يطلق على البرنامج والذي يطلق عليه أيضا اتفاقية شراء اليورانيوم العالي التخصيب بين الولايات المتحدة وروسيا.

## التسمية
الاسم الرسمي للبرنامج هو «الاتفاق بين حكومة الاتحاد الروسي وحكومة الولايات المتحدة الأمريكية بشأن التخلص من اليورانيوم عالي التخصيب المستخرج من الأسلحة النووية» بتاريخ 18 فبراير 1993.

## الاتفاقية
بموجب هذا الاتفاق وافقت روسيا على تزويد الولايات المتحدة باليورانيوم منخفض التخصيب الذي تم الحصول عليه من اليورانيوم العالي التخصيب والذي تبين أنه يتجاوز أغراض الدفاع الروسي ووافقت الولايات المتحدة على شراء وقود اليورانيوم منخفض التخصيب.

## الاقتراح
تم تقديم الاقتراح من قبل توماس نيف عالم فيزياء في معهد ماساتشوستس للتكنولوجيا في 24 أكتوبر 1991 في افتتاحية نيويورك تايمز.
في 28 أغسطس 1992 في موسكو قام المفاوضون الأمريكيون والروس بالتوقيع على الاتفاقية التي مدتها 20 عامًا وأعلن الرئيس جورج دبليو بوش الاتفاقية في 31 أغسطس 1992.
في عام 1993 تم توقيع الاتفاقية وتمت البدايات من قبل الرئيس كلينتون ثم تم توقيع عقد التنفيذ التجاري من قبل الطرفين.